# Сака (посёлок)
Сака (яп. 坂町 Сака-тё:) — посёлок в Японии, находящийся в уезде Аки префектуры Хиросима. Площадь посёлка составляет 15,67 км², население — 13 083 человека (1 июля 2014), плотность населения — 834,91 чел./км².

## Географическое положение
Посёлок расположен на острове Хонсю в префектуре Хиросима региона Тюгоку. С ним граничат города Хиросима, Куре и посёлок Кайта.

## Население
Население посёлка составляет 13 083 человека (1 июля 2014), а плотность — 834,91 чел./км². Изменение численности населения с 1980 по 2005 годы:
| 1980 | 13 350 чел. |  |
| 1985 | 13 082 чел. |  |
| 1990 | 13 083 чел. |  |
| 1995 | 12 419 чел. |  |
| 2000 | 12 276 чел. |  |
| 2005 | 12 399 чел. |  |

## Символика
Деревом посёлка считается слива японская, цветком — Ipomoea nil, птицей — Zosterops japonicus.